# Опасные каникулы
«Опасные каникулы» — российский детский приключенческий фильм 2016 года режиссёра Ольги Беляевой по повести Татьяны Устиновой «Лето в Крыму».

## Сюжет
Ты трус оттого, что москвич. Все москвичи трусы.
Да ну его, жертву компьютерных технологий!
Каким взрослым?! Может, скажем участковому, дураку усатому?
А я думала, он дурак усатый. А он, вон, оперативник.
Справедливость существует.
Пятиклассник Серёжа приезжает из Москвы на каникулы к бабушке в Крым. С самого начала отдых обещает стать запоминающимся — местные мальчишки в первый же день надавали «москвичу» тумаков, но за него вступается гроза местной шпаны его сверстница хулиганка-троечница Кира.
Поспорив с местными мальчишками кто смелее, Сережа и Кира отправляются в пещеру у побережья, где, по слухам, спрятан древний клад. В пещере они обнаруживают тайник бандитов недавно ограбивших инкассаторскую машину…
Сережа и Кира решают помочь полиции, но не всё так просто — ребята оказываются втянуты в опасную игру спецслужб, выбраться из которых можно только благодаря смелости и смекалке, и обычные летние каникулы превращаются в настоящий детектив с ворохом приключений.

## В ролях
- Евдокия Колесникова — Кира
- Эрих Чупин — Серёжа
- Ремзи Оказов — «Россомаха»
- Ирина Скобцева — бабушка Серёжи
- Константин Крюков — папа Серёжи
- Алина Крюкова — мама Серёжи
- Галина Польских — Нина Павловна
- Сергей Никоненко — Георгий Иванович
- Иван Колесников —
- Александр Горбатов —
- Нина Маслова —
- Кирси Тиккиляйнен —
- Андрюс Паулавичюс —
- Юрий Шумило —
- Александр Бобков —
- Галина Бессинная —
- Платон Робак —
- Кира Гутеева —

## Съёмки
Съемки проходили в Крыму в Ялте, в Гурзуфе, в Таллинне и в Москве.
Продюсером фильма выступил Станислав Говорухин, исполнители главных ролей — дети актёры, ранее снимались в его фильме 2015 года «Конец прекрасной эпохи», на котором режиссёр Ольга Беляева работала вторым режиссёром, и там заприметила будущих исполнителей главных ролей:

Эрих снимался в одном из эпизодов картины. Меня покорила его искренность и обаяние, к тому же, они крепко подружились с Дуней, которая приезжала на съемки вместе с отцом — Иваном Колесниковым. Дуня и Эрих стали любимцами съемочной группы, а мы с продюсером Екатериной Павловной Маскиной стали мечтать о сценарии для этой «сладкой» парочки.— режиссёр фильма Ольга Беляева
Сценарий написан Татьяной Устиновой на основе её повести «Лето в Крыму», несмотря на многочисленные экранизации её произведений, это её первая работа как сценариста:

Станислав Сергеевич попросил написать сценарий для подросткового фильма по моей же повести «Лето в Крыму». Я честно сказала, что ничего не понимаю ни в полнометражном, ни в юношеском кино. А он ответил: «Ну, ты в детстве „Кортик“ и „Бронзовую птицу“ смотрела?. Ну вот сделай так же, как у Рыбакова. А ещё лучше — почитай Гайдара». И я, как ученица первого класса, поехала к маме, набрала книг Гайдара и долго-долго читала. — автор сценария Татьяна Устинова

## Критика
Выполненные в лучших традициях советского детского кино «Опасные каникулы» радуют пейзажами, узнаваемыми лицами и приятной атмосферой приключений. Что ж, авторам фильма удалось не все, на что они наверняка рассчитывали, но «Каникулы» получились увлекательными и достаточно близкими по духу старым советским фильмам для детей о дружбе, смелости и справедливости. Энергичная режиссура Ольги Беляевой, узнаваемые лица в кадре, великолепные пейзажи южного берега Крыма делают «Опасные каникулы» как минимум приятным зрелищем даже в отрыве от основного сюжета.— Фильм.ру

Фильм «Опасные приключения» — это современное посвящение приключенческим подростковым лентам советских лет, на которых выросло не одно поколение. Этот фильм о настоящей детской жажде подвигов, о храбрости, добре и справедливости.— Культура.рф

## Фестивали и призы
- XXIV-й Международный детский кинофестиваль «Алые паруса „Артека“» (2016) — приз в категории «Лучшая девочка-актриса» Евдокии Колесниковой.
- Всероссийский Фестиваль визуальных искусств в ВДЦ «Орленок» (2016) — диплом за лучший дебют Евдокии Колесниковой и Эриху Чупину.
- Фестиваль «Человек, познающий мир» (2016) — специальный приз и диплом жюри фестиваля режиссёру фильма Ольге Беляевой.[4]